# Wahl des Rats der Deutschsprachigen Gemeinschaft 1986
- SEP: 1
- SP: 3
- Ecolo: 1
- PFF: 5
- CSP: 10
- PDB: 5

Die Wahl des Rats der Deutschsprachigen Gemeinschaft 1986 fand am 26. Oktober 1986 statt. Gewählt wurden die Mitglieder der Legislative der Deutschsprachigen Gemeinschaft Belgiens für die Legislaturperiode 1986–1990. Zur Wahl stellten sich die Christlich Soziale Partei (CSP), die Sozialistische Partei (SP), die Partei für Freiheit und Fortschritt (PFF), die Partei der deutschsprachigen Belgier (PDB), Ecolo sowie zum ersten und gleichzeitig letzten Mal die Partei SEP (Solidarité et Participation).
Die Volksvertretung der deutschsprachigen Belgier tagte von ihren Anfängen 1973 bis 1984 als Rat der deutschen Kulturgemeinschaft (RdK). Als Rat der Deutschsprachigen Gemeinschaft war sie seitdem und bis 2004 bekannt, als alle Regional- und Gemeinschaftsräte Belgiens die heutige Bezeichnung „Parlament“ erhielten.
Nachfolgende Tabelle zeigt den Ausgang der Wahl:
| Partei | Anteil in % | Anzahl Sitze |
| ------ | ----------- | ------------ |
| CSP    | 37,01       | 10           |
| SP     | 12,71       | 3            |
| PFF    | 18,77       | 5            |
| PDB    | 20,43       | 5            |
| Ecolo  | 6,45        | 1            |
| SEP    | 4,11        | 1            |

Schließlich fanden sich CSP und PFF zu einer Zweiparteien-Koalition zusammen.